# 家中站

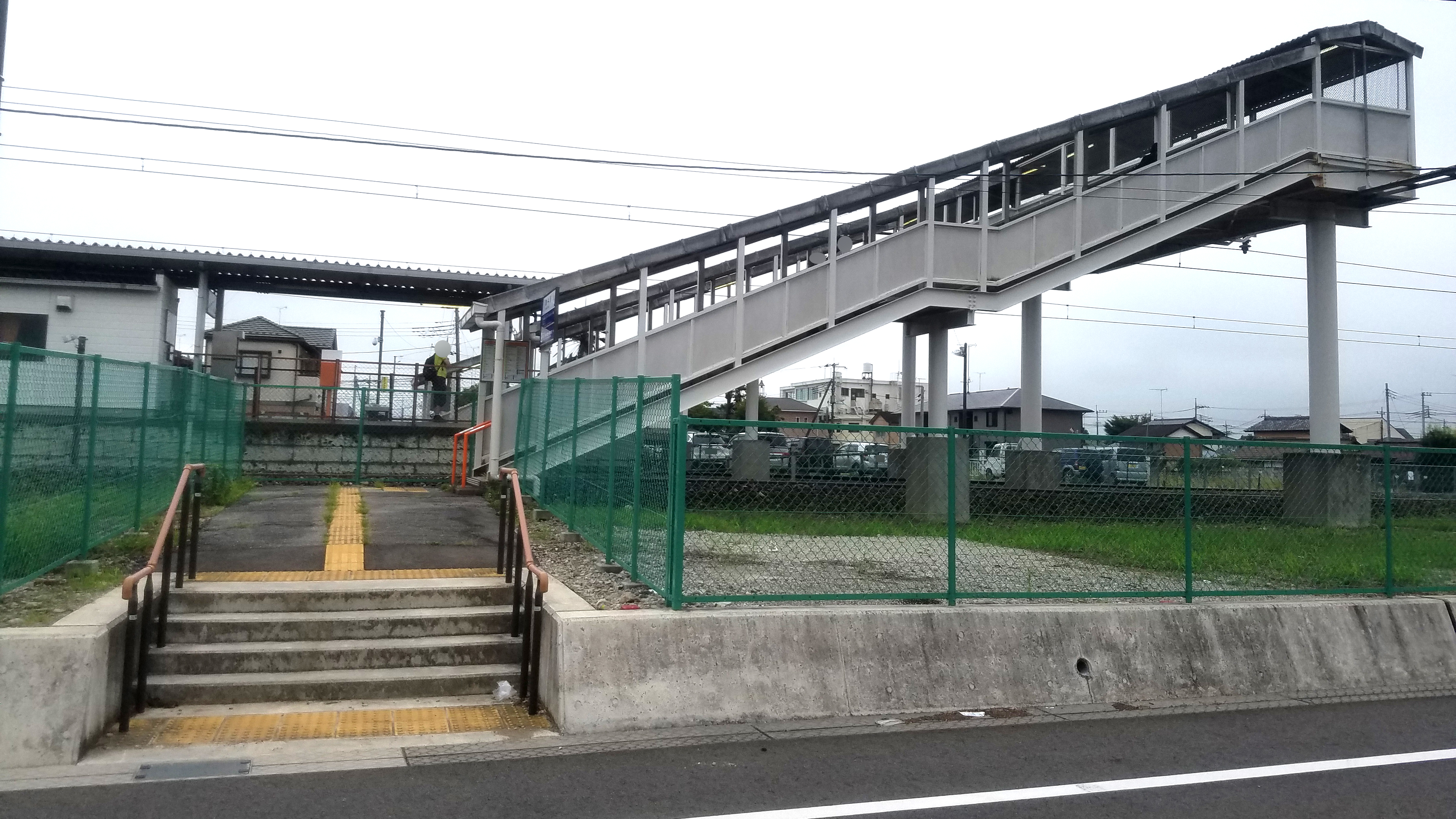
西口（2021年8月）

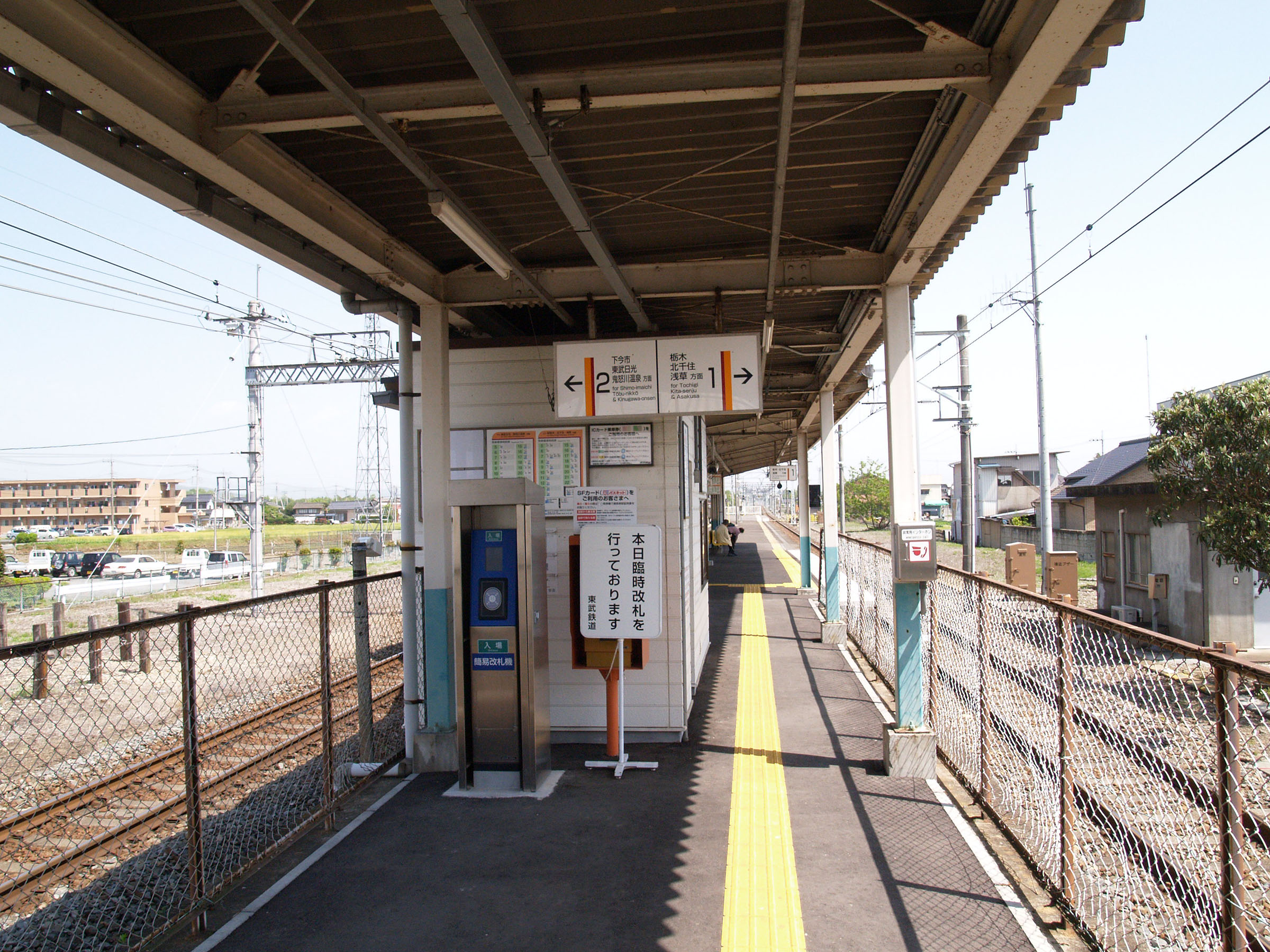
剪票口（2011年5月）

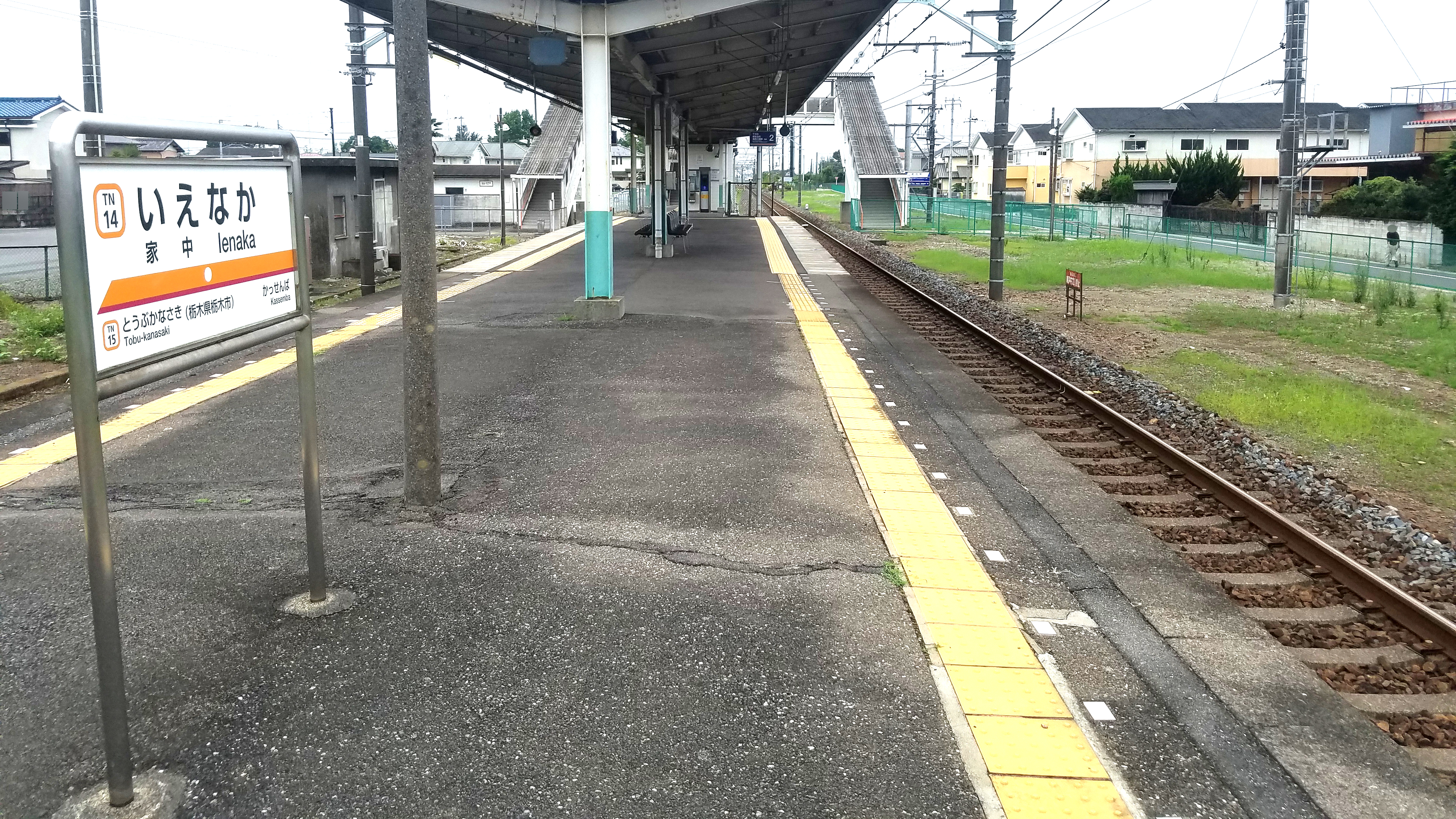
月台（2021年8月）

家中站（日语：／ Ienaka eki */?）是日本栃木縣栃木市都賀町家中的東武鐵道日光線車站。車站編號TN 14。

## 歷史
- 1929年（昭和4年）4月1日 - 開業。
- 1973年（昭和48年）9月1日 - 無人化，開始簡易委託。

## 車站構造
本站是島式月台1面2線地面車站。出入口在線路東西兩側，與月台有天橋連通。東口的舊站房已被拆除，在月台南端附近有站房與臨時窗口。
現為無人站。以前是簡易委託站。

### 月台配置
| 月台 | 路線   | 方向 | 目的地                                                           |
| ---- | ------ | ---- | ---------------------------------------------------------------- |
| 1    | 日光線 | 上行 | 新栃木、東武動物公園、 東武晴空塔線 北千住、東京晴空塔、淺草方向 |
| 2    | 日光線 | 下行 | 下今市、東武日光、 鬼怒川線 鬼怒川溫泉方向                       |

- 上述路線名使用旅客資訊上的名稱（「東武晴空塔線」為愛稱）。

## 使用情況
2017年度1日平均上下車人次為445人。
近年1日平均上下車人次變化如下
| 年度               | 1日平均 上下車人次 |
| ------------------ | ------------------ |
| 2000年（平成12年） | 515                |
| 2001年（平成13年） | 440                |
| 2002年（平成14年） | 435                |
| 2003年（平成15年） | 417                |
| 2004年（平成16年） | 426                |
| 2005年（平成17年） | 422                |
| 2006年（平成18年） | 414                |
| 2007年（平成19年） | 432                |
| 2008年（平成20年） | 446                |
| 2009年（平成21年） | 453                |
| 2010年（平成22年） | 422                |
| 2011年（平成23年） | 400                |
| 2012年（平成24年） | 398                |
| 2013年（平成25年） | 412                |
| 2014年（平成26年） | 401                |
| 2015年（平成27年） | 435                |
| 2016年（平成28年） | 427                |
| 2017年（平成29年） | 445                |

## 車站周邊

### 東口
- 栃木市役所都賀綜合支所
- 栃木市立家中小學校
- 家中郵便局
- 栃木信用金庫（日语：栃木信用金庫）都賀支店
- 足利銀行都賀支店
- 北關東自動車道都賀交流道
- 栃木縣道221號國谷家中停車場線（日语：栃木県道221号国谷家中停車場線）

### 西口
- 栃木市立都賀中學校
- 栃木市都賀圖書館
- 栃木市都賀文化會館

## 路線巴士
東口的家中站前巴士站可搭乘栃木市營巴士金崎線。
| 乘車處   | 系統   | 主要行經地                                       | 目的地     | 運行業者     |
| -------- | ------ | ------------------------------------------------ | ---------- | ------------ |
| 家中站前 | 金崎線 | 都賀綜合支所、合戰場郵便局、新栃木站、下都賀醫院 | 栃木站     | 栃木市營巴士 |
| 家中站前 | 金崎線 | 都賀圖書館、東武金崎站、西方綜合支所             | 道之驛西方 | 栃木市營巴士 |

## 相鄰車站
東武鐵道
 日光線
■急行
通過
■區間急行、■普通
合戰場（TN 13）－家中（TN 14）－東武金崎（TN 15）

## 外部連結
- 家中（車站資訊） - 東武鐵道